# Leptotarsus (Tanypremna) invaripes
Leptotarsus (Tanypremna) invaripes is een tweevleugelige uit de familie langpootmuggen (Tipulidae). De soort komt voor in het Neotropisch gebied.